# Neue Pfarrkirche Ludesch

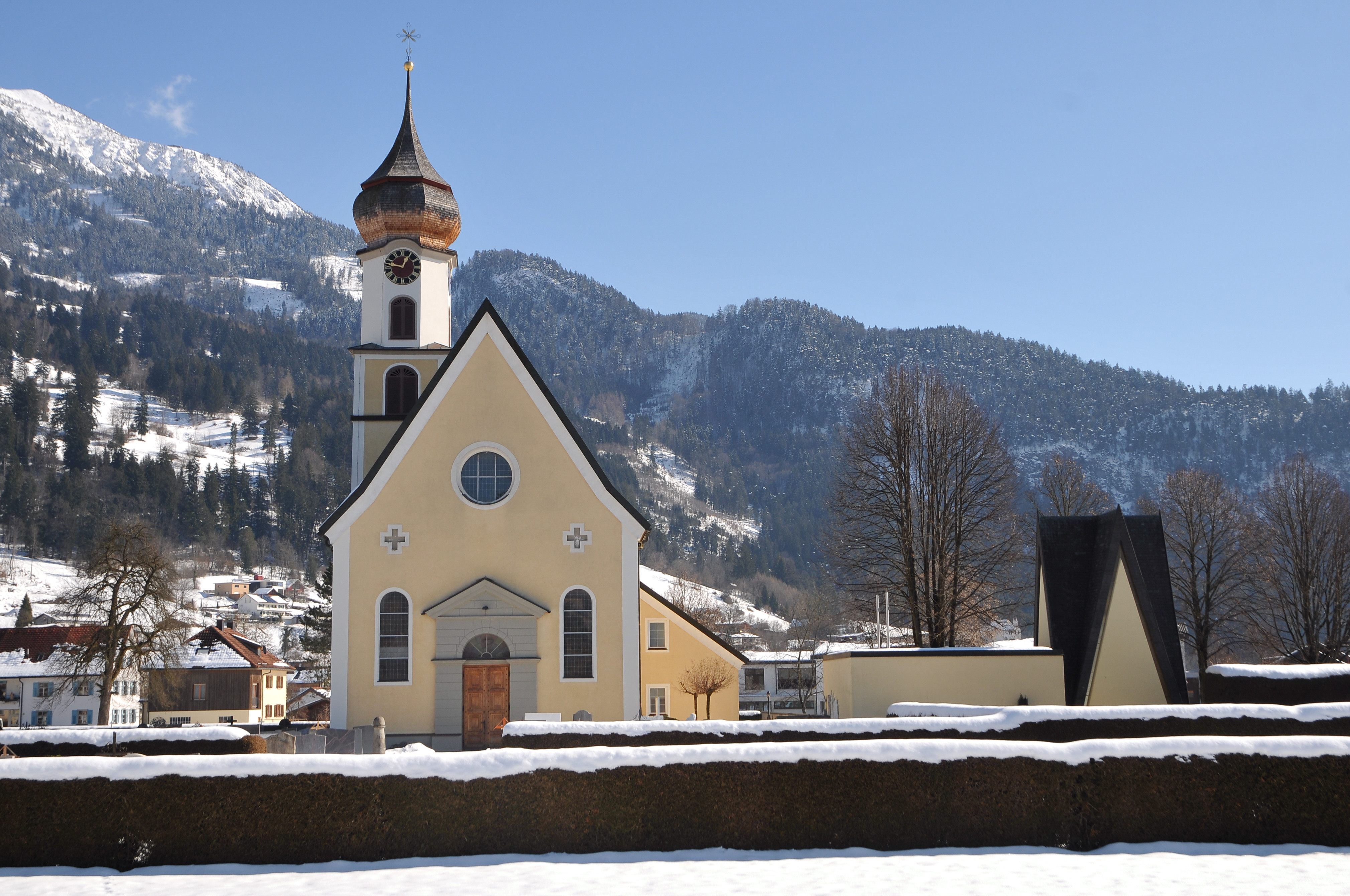
Neue Katholische Pfarrkirche hl. Sebastian in Ludesch

Die römisch-katholische neue Pfarrkirche Ludesch steht im Norden der Gemeinde Ludesch im Walgau in Vorarlberg. Die dem heiligen Sebastian geweihte Pfarrkirche gehört zum Dekanat Walgau-Walsertal in der Diözese Feldkirch. Die Kirche und der Friedhof stehen unter Denkmalschutz.

## Geschichte
Die barocke Kirche wurde von 1637 bis 1639 mit der Unterstützung des Landvogtes Johann Rudolf von der Halden erbaut und 1640 zur Pfarrkirche erhoben. Der Turm erhielt 1808 eine Zwiebelhaube. Um 1883 wurde das Langhaus mit dem Baumeister Ignaz Wolff bzw. Wilhelm Klaus verlängert. Der vorgestellte Portikus zeigt am Scheitelstein die Bauinschrift 1641–1912.

## Architektur
Kirchenäußeres
Die Kirche steht in einem ummauerten Friedhof. Das Langhaus hat vier Flachbogenfenstern und eine Fassade ohne plastische Gliederung, der Chor hat je ein Flachbogenfenster. Der zweigeschoßige Nordturm steht am Chor, das achteckige Obergeschoß trägt ein geschwungenes Gesims mit einer Zwiebelhaube. Die Westfassade hat einen vorgestellten Portikus und darüber zwei Rundbogenfenster und ein Kreisfenster im Giebelfeld.
Kircheninneres
Das vierjochige Langhaus hat ein Stichkappentonnengewölbe auf kräftigen Wandpfeilern, die Fenster stehen in tiefen Flachbogennischen. Im Westen des Langhauses ist eine eineinhalbjochige Empore mit einer geschwungenen Brüstung. Der eingezogene rundbogige Chorbogen hat eine profilierte Rahmung mit einer Stuckkartusche auf Wandpfeilern. Der eingezogene zweijochige Chor mit einem geraden Abschluss hat ein Stichkappentonnengewölbe auf Wandpilastern. Im Chor sind zwei Rundbogentüren zum Turm und zur Sakristei.
Die Fresken im Langhaus, vorne Hl. Sebastian vor Kaiser Maximilian, M. Salomons Tempelweihe, hinten Agar in der Wüste, malte Michael Anton Fuetscher (1815). Die Fresken Emmausjünger im Chor malte Jakob Bertle (1876/1878). Alle Gemälde befinden sich in einem Rokoko-Stuckdekor um 1777/1778.

## Ausstattung
Der Hochaltar mit schwarzem Marmor aus Bings hat sechs Säulen auf einem geschwungenen Grundriss und einen flachen Auszug, gebaut von Johann Walser (1777). Das Hochaltarbild Marter des hl. Sebastian malte Gebhard Flatz (1836).
Eine Glocke nennt Peter Löffler 1515.

## Orgel

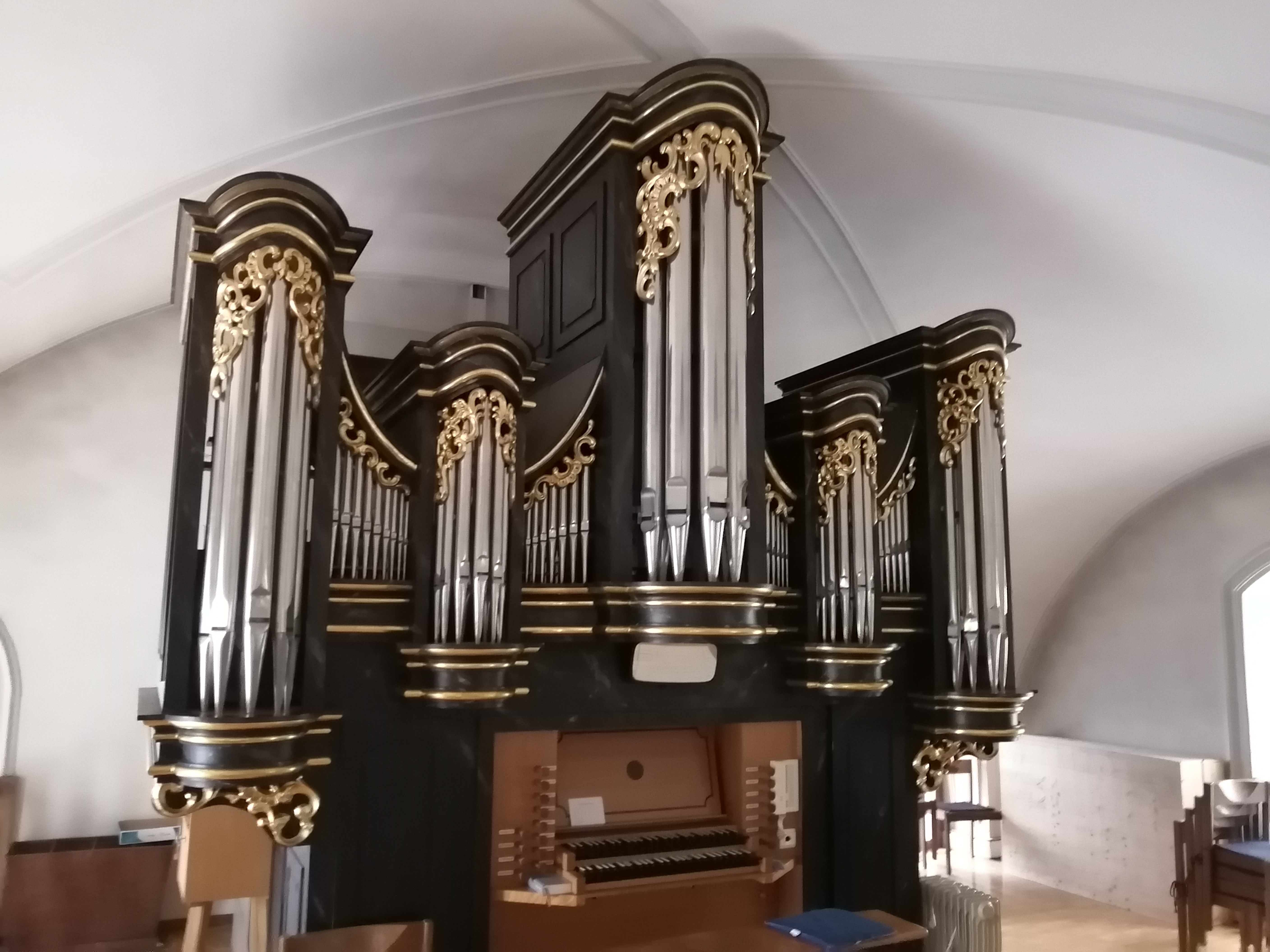
Orgel auf der Westempore

Das Orgelgehäuse und die großzügige Emporenbrüstung mit Rückpositiv entstand um 1777/1778. Im Jahr 1980 wurde darin eine neue Orgel der Firma Mayer aus Feldkirch eingebaut. Diese wurde 2004 durch Orgelbaumeister Christoph Enzenhofer generalsaniert und verfügt heute über 18 Register auf zwei Manualen und Pedal. Die Disposition lautet:
| Hauptwerk C–g3 |       |
| Prinzipal      | 8′    |
| Koppelflöte    | 8′    |
| Oktave         | 4′    |
| Holzflöte      | 4′    |
| Sesquialter    | 2 ⁄3. |
| Flachflöte     | 2′    |
| Mixtur         | 1 ⁄3′ |
| Trompete       | 8′    |

| Rückpositiv C–g3 |       |
| Holzgedackt      | 8′    |
| Principal        | 4′    |
| Rohrflöte        | 4′    |
| Oktave           | 2′    |
| Quinte           | 1 ⁄3′ |
| Mixtur           | 1′    |
| Tremulant        |       |

| Pedal C–f1 |     |
| Subbass    | 16′ |
| Flötbass   | 8′  |
| Dolce      | 4′  |
| Posaune    | 16′ |

- Koppeln:: HW/P, RP/P, I/II